# Prințesa Märtha a Suediei
Prințesa Märtha a Suediei (n. 28 martie 1901 – d. 5 aprilie 1954), a fost nepoata regelui Oscar al II-lea al Suediei și soția Prințului Moștenitor Olav al Norvegiei (mai târziu regele Olav al V-lea). A fost prima Prințesă Moștenitoare a Norvegiei din timpuri moderne care n-a fost și Prințesă Moștenitoare a Suediei sau a Danemarcei.

## Biografie

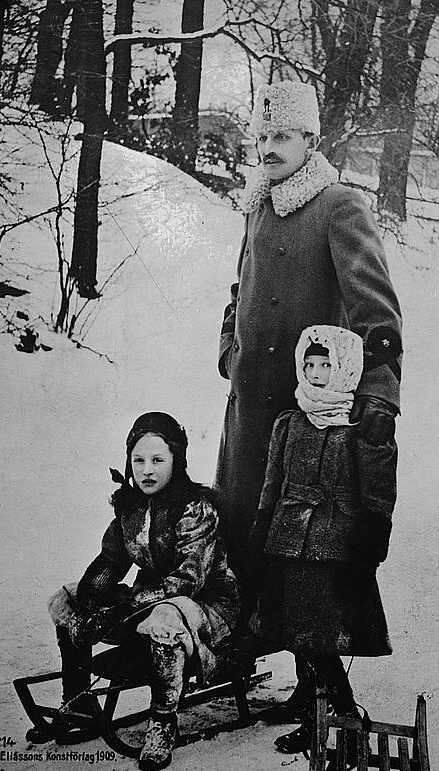
Prințul Carl al Suediei cu fiicele sale Margareta și Märtha.

Prințesa Märtha s-a născut la Palatul Arvfurstens din Stockholm ca a doua fiică a Prințului Carl, Duce de Västergötland și a soției acestuia, Prințesa Ingeborg a Danemarcei. Tatăl ei a fost al treilea fiu al regelui Oscar al II-lea al Suediei și a reginei Sofia de Nassau. Mama ei a fost al cincilea copil al regelui Frederic al VIII-lea al Danemarcei și a reginei Lovisa a Suediei.
După o logodnă lungă de un an, la 21 martie 1929, la catedrala din Oslo, Märtha s-a căsătorit cu vărul ei Prințul Moștenitor Olav al Norvegiei, unicul fiu al regelui Haakon al VII-lea și al reginei Maud. Nunta Märthei a fost prima nuntă regală în Norvegia în 340 de ani.
Căsătoria, care potrivit opiniei generale a fost una împlinită în mare parte datorită dragostei lor unul pentru altul, a produs trei copii: Ragnhild (n. 1930); Astrid (n. 1932); și moștenitorul mult așteptat, Harald (n. 1937).
Prințesa moștenitoare a ajuns repede la inima poporului norvegian; fără să profite de poziția ei înaltă, Prințesa a fost umilă, veselă și generoasă. Un exemplu în acest sens a fost dorința ei de a pune în practică abilitățile ei de croitoreasă, cosând haine pentru ea și pentru copii. În 1939, la scurt timp după izbucnirea celui de-al Doilea Război Mondial în Europa, Olav și Märtha au făcut o vizită extrem de populară în Statele Unite. Cuplul s-a împrietenit cu președintele Franklin Roosevelt și cu soția acestuia, Eleanor Roosevelt. În timpul acestei vizite, cuplul a efectuat un turneu la Upper Midwest, unde erau stabiliți mulți imigranți norvegieni.
Când Germania a invadat Norvegia în aprilie 1940, Prințesa moștenitoare și copiii ei au plecat în țara ei natală, Suedia, unde nu a fost bine primită; mulți suedezi au simțit că prin venirea ei a pus în pericol neutralitatea Suediei. Unii chiar au sugerat că ea ar trebui să accepte propunerea germanilor și să se întoarcă în Norvegia cu fiul ei în vârstă de trei ani, Prințul Harald, ca el să fie proclamat rege de către germani.
Prințesa Märtha a acceptat invitația președintelui Roosevelt și a plecat în Statele Unite la bordul USS American Legion. În SUA, inițial, ea și copii au stat la Casa Albă.
Prințul Moștenitor Olav a plecat cu tatăl său, regele, în Marea Britanie, unde a lucrat cu guvernul în exil. În 1942 Prințesa Märtha a vizitat Londra pentru a participa la sărbătorirea aniversării socrului ei. După război, când s-a întors în Norvegia în 1945 a fost primită ca un erou și numită "Mama Națiunii".
După o perioadă lungă de probleme de sănătate, Prințesa Märtha a murit de cancer la vârsta de 53 de ani. Moartea ei a venit cu mai puțin de trei ani înainte ca soțul ei să urce pe tron ca rege.
O zonă de 970.000 km² din Antarctica a fost numită Coasta Prințesa Martha în onoarea ei. O statuie a prințesei a fost ridicată la ambasada Norvegiei în SUA în 2005. În 2007, o replică a statuii a fost ridicată în curtea Palatului Regal din Oslo.